# François Pierre Bijleveld
François Pierre Bijleveld (Middelburg, 26 januari 1797 – Nijmegen, 13 september 1878) was een Nederlandse burgemeester.

## Leven en werk
Bijleveld was een zoon van de Middelburgse burgemeester Cornelis Gerrit Bijleveld en Cornelia Christoffelina Anne van Goethem. Hij studeerde rechten aan de Universiteit Leiden, waar hij in 1819 promoveerde. Hij vestigde zich daarna als advocaat te Nijmegen. In 1837 werd Bijleveld benoemd tot burgemeester van Nijmegen. In 1848 was hij gedurende enkele weken buitengewoon Tweede Kamerlid.
Bijleveld trouwde op 2 augustus 1821 Reiniera Charlotte Rau. Hun zoon Pieter Claude volgde hem op als burgemeester van Nijmegen. Hun jongste zoon Jean François was wethouder van Arnhem en rijksarchivaris in Gelderland. Zijn broer Jean François was evenals hun vader burgemeester van Middelburg. Bijleveld was Ridder in de Orde van de Nederlandse Leeuw en Commandeur in de Orde van de Eikenkroon.

## De zomer van 1823
Van Lennep beschrijft in Lopen met van Lennep hoe hij in de zomer van 1823 met zijn vriend Van Hogendorp een bezoek bracht aan Nijmegen. Zij bezochten daar Bijleveld, die toen substituut officier was en gebruikten samen met hem en zijn schoonmoeder mevrouw Geertruida Stephana Rau gravin Van Randwijck de maaltijd.

## Straatnaam
Een voorstel om een straat naar deze burgemeester te noemen werd in 1896 door de gemeenteraad van Nijmegen verworpen. De Bijleveldsingel is waarschijnlijk genoemd naar zijn zoon Pieter Claude Bijleveld, burgemeester van Nijmegen van 1875-1898.
- Biografisch Portaal: 13549458
- Parlement.com: vg09llt40dty